# Молчанов, Алексей Петрович
Молчанов Алексей Петрович (21 февраля 1902, Александрия — 31 марта 1963, Москва) — деятель советского железнодорожного транспорта, организатор эвакуации по железной дороге в годы Великой Отечественной войны. Внёс существенный вклад в достижение перелома в Сталинградском сражении, организовав эффективную доставку техники и вооружения по Волжской рокаде на линию фронта.

## Биография
Родился 21 февраля 1902 года в Александрии в семье железнодорожника.
Свою работу на железнодорожном транспорте он начал на станции Александрия в должности ремонтного рабочего.
В 1920 году учился на курсах дежурных по станции в Екатеринославе, которые окончил в 1922 году.
В декабре 1923 года был принят запасным дежурным по станции Знаменского эксплуатационного района, а через 11 месяцев вступил в ряды Красной Армии. После демобилизации в ноябре 1926 года работал помощником кассира на станции Знаменка, заместителем начальника станции Николаев.
В 1931 году учился на курсах диспетчеров, по окончании которых работал диспетчером.
В 1933 году был назначен заместителем начальника Знаменского отдела движения.
В 1934—1936 годах учился на Высших курсах командного состава при Ленинградском институте инженеров железнодорожного транспорта.
По окончании курсов был назначен начальником Таганрогского отделения Ворошиловской железной дороги.
В 1938—1939 годах работал заместителем начальника железной дороги им. Дзержинского в Москве.
В октябре 1939 года Алексей Молчанов возглавил Одесскую железную дорогу.
Под руководством Молчанова в 1941 году, с началом Великой Отечественной войны, была проведена эвакуация хозяйств железной дороги Одесской магистрали, промышленных предприятий и населения близких к железной дороге районов.
Летом 1942 года был откомандирован в Сталинград на должность уполномоченного Народного комиссариата путей сообщения при штабе Юго-Западного фронта.
В августе 1942 года после ввода в строй новой линии Иловля—Петров Вал (136 км) работники Юго-Восточной железной дороги (начальник дороги А. П. Молчанов) и личный состав органов военных сообщений Сталинградского фронта организовали одностороннее замкнутое движение по маршруту Поворино—Арчеда—Иловля—Петров Вал—Балашов, что позволило значительно ускорить продвижение воинских поездов.
Об огромном значении Волжской рокады для достижения перелома в Сталинградском сражении пишет историк Николай Болотов:
…По участку Иловля—Петров Вал за август-сентябрь 1942 года удалось продвинуть на север свыше 200 эшелонов в составе 23 000 вагонов и 480 паровозов. На юг для Донского фронта по новой линии было пропущено 154 гружёных состава. Число поездов на участке доходило до 80 в сутки, а количество вагонов в отдельных составах достигало 125 единиц. Было замкнуто железнодорожное кольцо: Поворино—Арчеда—Иловля—Петров Вал—Камышин—Балашов—Поворино. Благодаря применению кольцевой езды удалось увеличить пропускную способность этой железной дороги с 16 до 22 пар поездов в сутки. Железнодорожники Волжской рокады переброской крупных армейских резервов и техники обеспечили успех операции «Уран» на окружение и уничтожение 6-й немецкой армии Паулюса, а также отражение деблокирующего удара Э. Ф. Манштейна.
В октябре 1942 года Молчанов был отозван с фронта и назначен начальником Южно-Уральской железной дороги. Здесь он обобщает и описывает свой опыт организации работы железной дороги в условиях фронта:
В статье начальника железной дороги им. Дзержинского А. П. Молчанова, опубликованной в журнале «Железнодорожный транспорт», отражены факты работы курских железнодорожников весной 1942 г. на станции Мармыжи.
В феврале 1943 года был переведён на должность начальника Московско-Курской железной дороги и в только что освобождённом Курске создаёт новое специализированное учебное заведение:
Становление Курской дорожно-технической школы относится к трудной военной весне, когда по приказу начальника железной дороги имени Ф. Э. Дзержинского Молчанова А. П. с 3 апреля 1943 года в Курске была организована дорожная техническая школа № 3 для обучения и подготовки кадров массовых профессий железнодорожников.
В марте 1944 года откомандирован на Одесскую железную дорогу, которую возглавлял до мая 1946 года.
В июле 1946 года Алексей Молчанов был назначен членом военного совета Южного фронта и уполномоченным Народного комиссариата путей сообщения на этом же фронте.
В 1946—1951 годах был начальником Юго-Западной железной дороги в Киеве.
В последние годы Алексей Молчанов жил и работал в Москве.